# Gerry Conway (musicien)
Pour les articles homonymes, voir Gerry Conway.
Gerald Conway, dit Gerry Conway, né le 11 septembre 1947 à King's Lynn (Norfolk) et mort le 29 mars 2024,, est un batteur et percussionniste britannique de folk et de rock. 
Il a joué avec Cat Stevens dans les années 1970, avec Jethro Tull dans les années 1980, et est membre de Fairport Convention ainsi que de projets parallèles. Gerald Conway réalise un travail considérable en tant que musicien de session. 

## Biographie
Gerald Conway est né à King's Lynn dans le Norfolk. Avant son association avec Jethro Tull, il est le batteur du groupe Fotheringay ainsi que d'Eclection (les autres membres comprennent Kerrilee Male, Georg Kajanus alias George Hultgreen, Michael Rosen et Trevor Lucas). Dans leurs premières années, Steeleye Span fait également appel aux services de Conway qui est un ami du groupe. Conway joue sur leur chanson devenue un classique Dark-Eyed Sailor tirée de leur premier album, Hark! The Village Wait  (1970). Ses travaux en studio incluent également les premiers albums solo de Sandy Denny et Shelagh McDonald, et des apparitions sur des albums de Wizz Jones, John Cale, Jim Capaldi et d'autres. Il est également l'un des batteurs de Whatever's for Us, le premier album de Joan Armatrading en 1972. Enfin, il tourne et enregistre en tant que membre du groupe de Cat Stevens pendant six ans.
Gerry Conway est un membre constant du groupe de tournée très uni de Cat Stevens tout au long du milieu des années 1970. Quand Stevens abandonne sa carrière de musique pop à la fin de la décennie, Conway joue sur Daydo : le mini-album solo de l'auteur-compositeur-interprète Alun Davies, un autre membre de longue date du groupe de Stevens. Au cours des années 1980, Conway tourne également et enregistre avec Kate et Anna McGarrigle.  
Gerry Conway obtient le poste de batteur de Fairport Convention (sur une base régulière depuis 1998) et Pentangle (occasionnellement). Dans les années qui suivent 2006, Alun Davies rejoint Stevens (maintenant connu sous le nom de Yusuf Islam ). Conway et Davies jouent également dans un projet parallèle appelé « Good Men in the Jungle », qui met en vedette la fille de Davies, Becky Moncurr.

### Vie privée
Gerry Conway est marié à Jacqui McShee, la chanteuse du groupe britannique Pentangle.

## Discographie

### Eclection
- Eclection (1968)

### Steeleye Span
- Hark! The Village Wait (1969)

### Al Stewart
- Zero She Flies (1970)

### Cat Stevens
- Teaser and the Firecat (1971)
- Catch Bull at Four (1972)
- Foreigner (1973)
- Buddha and the Chocolate Box (1974)
- Saturnight (1974)
- Numbers (1975)
- Back to Earth (1978)
- Majikat (2004)

### Mike McGear
- Woman (1972)
- McGear (1974)

### Kate & Anna McGarrigle
- Entre la jeunesse et la sagesse (1980)

### Jethro Tull
- The Broadsword and the Beast (1982)
- Crest of a Knave (1987)

### Fairport Convention
- Rosie (1973) - Sur 3 chansons
- The Wood and the Wire (1999)
- XXXV (2002)
- Over the Next Hill (2004)
- Sense of Occasion (2007)
- Festival Bell (2011)
- By Popular Request (2012)
- Myths and Heroes (2015)
- 50:50@50 (2017)
- Shuffle and Go (2020)

### Avec Richard Thompson
- Watching the Dark (compilation, 1993)
- Faithless (enregistré en 1985, distribué en 2004)
- Live at the BBC (Richard & Linda Thompson album)|Live at the BBC (enregistré au milieu des années 80, distribué en 2011)
- Live at Rockpalast (enregistré en 1984, distribué en 2017)
- Live at Rock City, Nottingham, November 1986 (distribué 2020)

### Avec Iain Matthews
- If You Saw Thro' My Eyes (1971)